# 圣墓堂 (帕尔马)
圣墓堂 （Chiesa di San Sepolcro）是帕尔马中央的一所教堂。

## 历史
此处最早见于记载的教堂是在1275年。目前的建筑始建于1506年，为Bartolomeo Pradesoli和摩德纳的雅各伯的作品。但中殿直到1700年代才完成，为新古典主义风格。1616年的钟楼出自建筑师马洛索或西蒙纳·莫斯奇诺之手。木质天花板雕刻于1613-1617年。
毗邻教堂的是原拉特朗修道院（1257-1798年），文艺复兴风格。修道院现在属于多明我会。。